# Климент (Логвинов)
Карп Дми́триевич Ло́гвинов (в монашестве Кли́мент; 12 октября 1870, село Никитское, Ливенский уезд, Орловская губерния — 25 июля 1933, Свободный, Амурская область) — российский и советский религиозный деятель. Начинал служение в Русской православной церкви, но в 1912 году перешёл в старообрядство, став беглопоповцем. Участвовал в присоединении обновленческого епископа Николая (Позднева) к беглопоповству. В 1925 году принял епископскую хиротонию от Андрея (Ухтомского) и Руфина (Брехова), которая не была признана беглопоповцами. После этого перешёл в Белокриницкое согласие, где с осени 1926 по осень 1927 года управлял Иркутско-Амурской епархией. В 1931 году отказался от сана и монашества, после чего вступил в гражданский брак. В 1932—1933 годах репрессирован и в итоге расстрелян по делу «Всероссийского союза старообрядческих братств».

## Биография

### Ранние годы
Родился 12 октября 1870 года в бедной крестьянской семье. По окончании сельской приходской школы стал обучаться живописи, работал в мастерских в Ельце, Задонске, Москве, профессионально освоил искусство церковной росписи. Военную службу проходил в качестве ратника ополчения.
Был женат. Детей в браке (по крайней мере, достигших взрослого возраста) не имел. В период с 1896-го, но не позднее 1903 года был епископом Тульским и Белёвским Питиримом (Окновым) назначен псаломщиком в селе Полянки Новосильского уезда Тульской губернии. В 1903 году в Туле окончил миссионерские курсы для псаломщиков.
В 1908 году переведён в качестве псаломщика в Тобольск, где сдал экзамен на учителя. В том же году рукоположен в сан диакона. В 1911 году после смерти жены по совету епископа Тамбовского Иннокентия (Беляева) принял монашество. Став иеромонахом Свято-Троицкого Лебедянского монастыря Тамбовской губернии (ныне Липецкая область), вёл миссионерскую работу среди старообрядцев. В 1911 году в сане иеромонаха за «самовольную отлучку и самоуправство по монастырю» был прислан из Лебедянского Троицкого монастыря Тамбовской епархии в Александро-Невский монастырь Кирсановского уезда (ныне Уметский район Тамбовской области).
В 1912 году присоединился к старообрядцам-беглопоповцам, за что в 1913 году был официально лишен сана. С этого времени и по 1914 год проживал в селе Апалихе Хвалынского уезда Саратовской губернии, приложил немало усилий для укрепления местного прихода: «Там выстроена мною колокольня, куплены колокола 28 пуд., 12 Миней месячных служеб[ных], 2 октая, 4 подсвечника, паникадило в 36 свечей». В 1914—1915 годы жил в Саратове, куда был приглашён здешними старообрядцами-беглопоповцами, затем переехал в село Салтыково «к своим старообрядцам».
В 1919 году близ села Баланды (ныне Калининск Саратовской области) едва не был расстрелян бандитами, которые, узнав, что он старообрядческий священник, отпустили его.

### Участие в основании беглопоповской иерархии

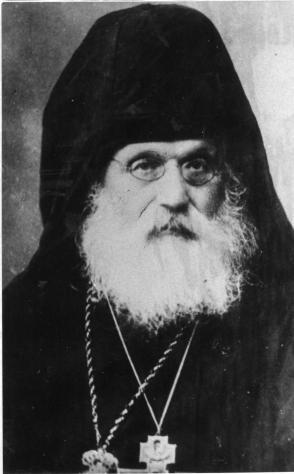
Епископ Николай (Позднев)

После принятия ряда законодательных актов в области вероисповедных правоотношений в начале XX века беглопоповцы приходят к мысли о необходимости скорейшего обретения собственной иерархии, отличной от Белокриницкой. К этой работе подключился и иеромонах Климент (Логвинов). В 1921 году поручению Саратовского духовного совета вместе со старообрядцем-беглопоповцем Никифоровым был делегирован в Москву к предстоятелю Русской православной церкви Патриарху Московскому и всея России Тихону, «с тем, чтобы он не препятствовал переходу к нам кого-либо из православных епископов». Помимо общих слов о необходимости преодолеть вражду и рознь, патриарх Тихон, со слов Климента, рекомендовал им «принять» архиепископа Уральского и Николаевского Тихона (Оболенского). Тот дал согласие «на воссоединение», но вскоре был арестован. После этого «Патриарх Тихон рекомендовал нам в качестве епископов после ареста Уральского [архи]епископа Тихона — Андрея Ухтомского и Симона Шлеёва, единоверческого епископа. Таким образом, я раза четыре виделся и говорил с патриархом Тихоном по вопросу о воссоединении кого-либо из православных епископов к старообрядцам беглопоповцам. Переговоры как с патриархом Тихоном о воссоединении старообрядцев с православной церковью, так и с отдельными епископами о присоединении их к нам велись в тайне, чтобы эти переговоры не стали известны прежде времени, то есть до воссоединения». Историк Виктор Боченков отмечает смешение терминов «присоединение» и «воссоединение» в описании общения с патриархом Тихоном и делает вывод: «создаётся впечатление, что участников переговоров устраивал любой поворот дела, они могли трактовать его в зависимости от ситуации как угодно»
До весны 1923 года жил в сёлах Монастырское и Пески в Поволжье. 11 октября 1923 году в Саратове третьим чином без миропомазания (то есть через покаяние) присоединил обновленческого архиепископа Николая (Позднева), который после этого положил начало современной Русской древлеправославной церкви. В современных работах РДЦ по собственной истории утверждается, что Климент лишь вёл переговоры о присоединении, однако самого присоединения не совершал. Сразу же после этого архиепископ Никола отправился в Москву и обратился в обновленческий Синод, прося благословения перейти к «беглопоповцам» для объединения их с обновленцами, обещая при этом быть в единении c Синодом. Синод дал такое разрешение, но при том условии, что таковой переход не должен сопровождаться никаким чиноприёмом, в противном случае архиепископ Никола будет запрещён. 4 ноября  1923 года в саратовском храме святого великомученика Димитрия Солунского его настоятелем священником Николаем Тихомировым было совершено присоединение архиепископа Николы (Позднева) уже с миропомазанием (то есть вторым чином), причём был прочитан и третий чин. Так как условие было нарушено, 5 ноября 1923 года Всероссийский обновленческий синод уволил Николая (Позднева) на покой, а 27 ноября — запретил в священнослужении, 21 мая 1924 года постановлением Всероссийского обновленческого синода Николаю (Поздневу) разрешено было возглавить общины старообрядцев-беспоповцев, 27 мая запрещение а священнослужении было снято. Через некоторое время архиепископ Никола (Позднев) возвёл иеромонаха Климента в достоинство архимандрита. Вероятно саном архимандрита он был награждён за успехи в деле присоединения Николая (Позднева) к беглопоповству.
В 1924 году архимандрит Климент совершил поездку по Сибири имея при себе массу письменных свидетельств и рекомендаций от беглопоповских общин, уполномочивающих его вести поиск епископа, пожелавшего бы присоединится к беглопоповцам. При этом, он, вероятно, имел при себе бережно хранимое священное миро, по преданию освящённое до раскола XVII века, в очень малом количестве, сохранившемся у старообрядцев-беспоповцев, и таким образом планировал принять согласившегося епископа через миропомазание, то есть вторым чином.

### «Воссоединение» Андрея (Ухтомского) и епископская хиротония
В июне 1925 году архимандрит Климент был уполномочен «беглопоповским» Главным церковным советом вести переговоры с епископами «новообрядческой церкви» о переходе их к старообрядцам-беглопоповцам, в случае согласия кого-либо из епископов — принять такового вторым чином. 15 августа 1925 года в Полторацке (ныне — Ашхабад) встретился и вступил в переговоры о присоединении с епископом Андреем (Ухтомским), находившимся там в ссылке. По воспоминаниям последнего «Я спросил: а что он будет делать, если я откажусь вовсе от всяких разговоров с ним на эту тему? Архимандрит Климент ответил: в таком случае я поеду далее до Нарымского края и буду за Церковь Божию страдающих епископов просить, чтобы кто-нибудь из них согласился послужить беглопоповцам. Он мне показал и список этих епископов, в котором значился митрополит Агафангел и епископ Серафим, уфимский викарий. Других не помню — в этом списке было более двадцати епископов. Тогда я спросил: почему же он обратился ко мне первому? Он ответил, что моё имя очень популярно среди старообрядцев и что поэтому он и приехал ко мне первому». Епископ Андрей согласился, но при условии, что это будет не присоединение, а воссоединение представителей некогда разделившихся церквей. Ни о втором, ни даже о третьем чине принятия от «ересей» епископ Андрей говорить отказался, как «православный епископ, страдающий как раз за тот строй церковно-общественной жизни, который так дорог старообрядцам». После «воссоединения» епископ Андрей не должен был иметь никакого отношения к архиепископу Николе и станет номинальным епископом для беглопоповцев, поскольку, находясь в ссылке, фактическим епископом быть не может, а действительным епископом будет архимандрит Климент, который «даст беглопоповцам радость иметь своего епископа». «Что касается своего архиерейства, то архимандрит Климент против него долго и твёрдо возражал, чем подкупил меня в свою пользу».
Епископ Андрей и архимандрит Климент разработали тексты, названные «Исповедание веры…» и «Акт воссоединения», которые были написаны по памяти, за неимением соответствующих старопечатных книг. В «Исповедании веры…» епископ Андрей предавал анафеме всех порицающих двуперстное сложение, восьмиконечный крест, двугубую аллилуйю, не творящих земных поклонов в посты и прочее. «Акт воссоединения» констатировал, что 28 августа (10 сентября) 1925 года, накануне праздника Усекновения Иоанна Предтечи, «в молитвенном доме Ашхабадской старообрядческой общины… члены этой общины во главе со своим епископом Андреем и настоятелем общины игуменом Матфеем воссоединились в молитвенном общении с древлеправославными общинами саратовскими, семипалатинскими, забайкальскими и других мест». В своих письмах и обращениях Андрей (Ухтомский) пытался оправдать свой поступок тем, что он, помазав себя «дониконианским» миром, старался ввести старообрядцев под свой омофор как православного епископа, а помазание совершил «в знак великой радости, что старообрядцы перестают быть раскольниками, хотя и остаются преданными старым обрядам». Он никак не отлагался от нового обряда; ему, по его словам, припомнился тропарь святителю Димитрию Ростовскому, который начинается словами: «Православия ревнителю и раскола искоренителю», то есть епископ Андрей собирался именно искоренить раскол. Архимандрит Климент в свою очередь понимал под «воссоединением» именно присоединение к старообрядцам, не приемлющим белокриницкой иерархии: «Слово „воссоединение“ было употреблено мною, конечно, в смысле присоединения».
15 сентября 1925 года в Полторацк (Ашхабад) прибыл вызванный телеграммой епископ Саткинский Руфин (Брехов) и тогда же был «воссоединён» таким же образом. На следующий день в том же молитвенном доме игумена Матфея «в три часа утра началось богослужение с наречением архимандрита Климента в епископа „томских старообрядческих общин“. После наречения архимандрит Климент стал совершать проскомидию, а епископ Руфин читал часы». После часов архимандрит Климент прочёл свою епископскую присягу с осуждением ересей и с клятвенным обещанием служить св. Церкви до Страшного суда Господня. «Литургию начал я один до самой хиротонии, антиминс был при этом служении один из освященных в Тедженте епископом Львом Нижнетагильским. Хиротония была совершена так, как она совершается в Греции и у старообрядцев — с троекратным обхождением вокруг святого престола… После хиротонии вновь хиротонисанный епископ стал кончать литургию, епископ Руфин всю литургию пел по древнему обиходу, а я и отец Матфей были в числе простых богомольцев. К шести часам утра богослужение кончилось, и мы все заранее подписали все приготовленные документы».
В тот же день новорукоположенный епископ Климент уехал через Краснозаводск в Саратов, епископ Руфин — в Сатку. Обо произошедшем в Полторацке епископ Климент доложил Главному церковному совету, который 1 ноября 1925 года вынес решение, гласившее: «а) епископов Андрея Уфимского и Руфина Саткинского не считать нашими епископами; б) хиротонию о. Климента считать неправильной и не допускать его в молитвенное общение за его самовольные и нарушающие канонические правила действия». 31 октября епископ Климент посетил собрание Главного церковного совета в Москве, заранее зная, какое будет вынесено им решение по его делу.

### Переход в Белокриницкую иерархию

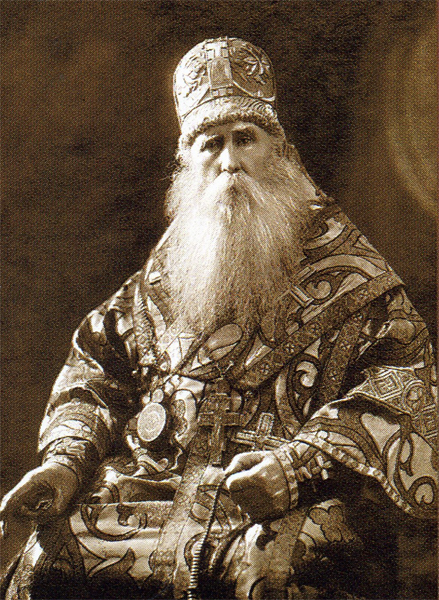
Архиепископ Мелетий (Картушин)

1 ноября 1925 года был архиепископом Мелетием (Картушиным) третьим чином присоединён к «Церкви Христовой» (так в то время официально именовалась нынешняя Русская православная старообрядческая церковь; также использовались названия «Древлеправославная Церковь Христова» и «Древлеправославная Церковь Христова (старообрядцев, приемлющих белокриницкую иерархию)»). В декабре того же года архиепископ Мелетий на Совете архиепископии выступил с докладом о чиноприёме архиепископа Андрея (Уфимского), епископа Руфина (Брехова), которых «присоединял» архимандрит Климент, архиепископ Мелетий отметил, что присоединение было совершено по установленному у старообрядцев второму чину, «причём миропомазание совершили над собой сами архиепископ Андрей и епископ Руфин. После этого они упросили архимандрита Климента принять епископский чин, так как время теперь трудное и старообрядцам нужны епископы-проповедники, что на архиереев из „живоцерковников“ надежды возлагать нельзя. Архимандрит Климент вынужден был уступить этой просьбе, тем более что он имел приговоры от многих беглопоповских приходов, которые просили его принять епископство».
Совет архиепископии признал чиноприём правильным и высказал мнение, что было бы желательным приезд епископа Климента в Сибирь для миссионерской деятельности. Совет единогласно постановил: считать епископа Климента на правах хорепископа при архиепископе Мелетии и разрешить ему священнодействие во всех епархиях с благословения местных епископов и «назначить первой его деятельностью проповедничество». Епископу Клименту было предложено разъезжать по приходам старообрядцев, не признающих белокриницкой иерархии, с целью переговоров об объединении до намеченного на 1926 год Освященного собора.
Тогда же, в декабре 1925 года, епископ Климент направился в Саратов. Архиепископ Мелетий так писал о нём саратовскому священнику Тимофею Дмитриеву: «Мы чаем пользу от его проповеди среди беглопоповцев, а у нас его теперь определять на вдовствующую епархию мы пока, до Освященного собора, не имеем права, да кроме того его у нас пока никто не знает, поэтому и просьб на него ещё нет. Да кроме того его ещё нужно поучить служению, обращению среди нашего народа, ведь иное дело среди беглопоповцев, иное дело среди наших, ведь у нас за малейшую выпивку или за неосторожное обращение среди женщин падет большое подозрение, чрез что потеряет епископ всякий авторитет…». Летом 1926 года епископ Климент совершил инспекционную поездку по Кавказской епархии.

### На Дальнем Востоке
Освященный Собор, проходивший осенью 1926 года, признал каноничность архиерейской хиротонии, совершенной над Климентом, а также его присоединения к Церкви Христовой, поручив ему временно заведовать приходами Иркутско-Амурской епархии, куда епископ Климент отправился в октябре, предварительно посетив Саратов, Пензу, Уфу, где встречался с епископом Андреем (Ухтомским). 6 ноября (24 октября старого стиля) 1926 года прибыл в Иркутск, 10 ноября (28 октября) в Верхнеудинск (Улан-Удэ), затем отправился в Тарбагатай и другие сёла со старообрядческим населением, 14 (1 по старому стилю) декабря 1926 года прибыл в село Бардагон Амурской области, где располагалась кафедра Иркутско-Амурской епархии.
В 1926 года в ОГПУ Благовещенска дал подписку о согласии сотрудничать, получив оперативный псевдоним «Свободный». Пребывая в том же году на Освященном Соборе в Москве, был свидетелем «контрреволюционных» разговоров, которые вели между собой епископы Геннадий (Лакомкин), Геронтий (Лакомкин), Тихон (Сухов), Филарет (Паршиков) и другие, однако не донес о подробностях, лишь упомянув, что эти церковные деятели относятся к разряду «антисоветски настроенных лиц». Сообщал сведения о других лицах. В это же время, занимаясь решением епархиальных вопросов, вёл активную переписку с протоиереем Иоанном Кудриным по поводу харбинского прихода.
Весной 1927 года Климент окончательно поселился в городе Свободном (бывш. Алексеевск) Амурской области. Жил в частном доме по адресу ул. Красноармейская, 35а, который купил при поддержке местных старообрядцев. В мае 1927 года провел в Свободном епархиальный съезд. На нем было решено обратиться к Освященному Собору с просьбой утвердить епископа Климента в качестве постоянного архиерея. Несогласие высказали лишь три прихода из двадцати.
Осенью 1927 года на Освященном Соборе Климент отказался от постоянного управления епархией и сложил с себя епископские обязанности «ввиду несогласия… некоторых приходов», которые наметились на майском епархиальном съезде. В чём конкретно они заключались, в деталях не совсем ясно. Через несколько лет во время следствия Климент объяснял свой шаг разочарованием в старообрядчестве. С другой стороны, одним из факторов, повлиявших на такое решение, могло стать и то, что о сотрудничестве Климента с ОГПУ стало известно, и протоиерей Тимофей Афанасьев, служивший в его епархии, публично обвинил в этом епископа перед Собором. Доклад Собору об отказе Климента делал епископ Геронтий (Лакомкин), его письменный текст неизвестен, обвинение протоиерея Тимофея Афанасьева в сохранившихся протоколах не отражено. Сохранившаяся «Выписка из протокола Освященного Собора старообрядческих епископов» от 1 сентября 1927 года позволяет судить о других обвинениях, которые были сняты. Собор 1927 года постановил передать управление Иркутско-Амурской епархией епископу Амфилохию (Журавлёву), а в случае его отказа — епископу Тихону (Сухову). В итоге временным местоблюстителем кафедры стал епископ Тихон
Сведения о жизни Климента в период с конца 1927 по конец 1931 года отрывочны. В одном из писем в 1929 год архиепископ Мелетий упоминал, что Климент «пытался попасть в группу еп. Андрея Уфимского, но там, по-видимому, у него дело не вышло. И тогда он пристроился к маленькой кучке беглопоповцев». По отрывочным данным, в октябре 1928 года Климент предпринял попытку поселиться и служить в селе Доно Читинской области (ныне Забайкальский край). Епископ Тихон не дал на то благословения. По данным историка Ивана Шевнина, к началу 1930-х годов был заштатным архиереем Белокриницкой иерархии, отошедшим от церковных дел.

### Снятие сана и последние годы
В 1931 года сложив с себя иночество, Климент вступил в гражданский брак (без регистрации в загсе и церковного венчания) с жительницей Свободного Евдокией Семёновной Суковой, имевшей к тому времени взрослых детей от первого брака. Он жил в Свободном как обычный мирянин, занимаясь разными подсобными работами (печник, маляр и др.). Страдал паховой грыжей.
8 февраля 1931 года был арестован в Свободном по обвинению в укрывательстве бежавшего из-под ареста священника Константина Иванова из села Семёновки. Проведя в заключении три месяца, был освобождён за недоказанностью преступления.
23 февраля 1932 года арестован ОГПУ Дальневосточного края во второй раз по обвинению в контрреволюционной агитации. При обыске были изъяты предметы облачения, 87 книг, географические карты, металлические кресты, переписка. Во внешнеполитических обстоятельствах нарастающей военно-политической конфронтации с Японией, после того как она оккупировала в 1931 году северо-восточные провинции Китая и вскоре создала марионеточное государство Маньчжоу-го, переписка бывшего старообрядческого архиерея с Маньчжурией привлекла особое внимание ОГПУ. Во время следствия дал подробные показания, в том числе против епископа Геронтия (Лакомкина), священника Антония Пучкова из Иркутска, Фёдора Мельникова, находившегося к тому времени за границей, указал многие имена и фамилии. Содержался в Свободненском доме заключения. Особым совещанием при коллегии ОГПУ Дальневосточного края 16 декабря 1932 года по обвинению в контрреволюционной агитации (статья 58, пункт 10 Уголовного кодекса РСФСР) приговорён к выселению в Казахстан сроком на три года. Доехав до Сретенска (ныне — Забайкальский край), был вынужден вернуться: там этап не приняли из-за тифа, а добраться до места ссылки за свой счёт не разрешили, так как оперуполномоченный представительства ОГПУ по Дальневосточному краю потребовал возвращения ссыльного.
14 мая 1933 года Климент оказался в Хабаровском изоляторе и после повторных допросов вновь привлечён к уголовной ответственности по обвинению в более серьёзном преступлении: создании контрреволюционной организации («Всероссийский союз старообрядческих братств»). Фабрикация этого дела шла по аналогии с делом ленинградского братства протопопа Аввакума. 17 июля 1933 года постановлением судебной тройки представительства ОГПУ по Дальневосточному краю приговорён к расстрелу по статье 58, пункты 2, 10, 12 Уголовного кодекса РСФСР («вооружённое восстание или любое действие с намерением насильственно отторгнуть от Советского Союза любую часть его территории; пропаганда или агитация, содержащие призыв к свержению, подрыву или ослаблению советской власти; недонесение о достоверно известном, готовящемся или совершённом контрреволюционном преступлении»). В тот же день к расстрелу были приговорены ещё 17 человек, в том числе старообрядческие священники Тимофей Афанасьев, Филипп Перов; 25 человек получили десятилетние сроки заключения, остальные были осуждены на пять лет или на три года. Впоследствии аресты, связанные с «Всероссийским союзом старообрядческих братств», были продолжены. Расстрелян 25 июля 1933 года в Свободном.
Реабилитирован по первому приговору 29 сентября 1989 года по заключению прокуратуры Хабаровского края по указу Президиума Верховного совета СССР от 16 января 1989 года.

## «Климентовцы»
В середине 1990 годов религиозный мошенник Амвросий (Сиверс) стал тиражировать сведения о том, что Климент совершил ряд тайных хиротоний для «катакомбной церкви», основав таким образом, «климентовскую» иерархию. Сподвижник и помощник Сиверса, игумен Вячеслав (Крыжановский), систематизируя сочинения Сиверса, написал: «В период с октября по декабрь 1925 г. еп. Климент принял участие в тайных поставлениях 6 катакомбных архиереев: с архиеп. Мелетием (Картушиным) — еп. Виктора (Прокошина, †1930-е), с еп. Руфином (Бреховым) — еп. Михаила (Любомудрова) Нерченского († после 1937?) и еп. Феодора (Палёнова) Урянхойского (†1927)), с еп. Феодором (Палёновым) — еп. Филиппа (Зайцева) Усольско-Ангарского и еп. Иоанна (Кашина) Ойротского († ок. 1936), с епископами Михаилом и Феодором — еп. Феодора (Рогова) Хвалынского. В конце 1927 г. еп. Климент, совместно с еп. Руфином и еп. Аввакумом (Боровковым), ставит еще 4-х архиереев: еп. Андрея (Веригина) Еманжелинского (†1937), еп. Леонтия (Митрофанова) Искитимского, еп. Давыда (Палёнова) Урянхойского и еп. Аввакума (Кольцова) Тайшетского. В 1935-36 гг. совершаются новые хиротонии: с еп. Аввакумом (Кольцовым) — еп. Климента Нижнеудинского, еп. Луки (Чуднова) Илимского и еп. Фалалея (Минина) Нерченского (†1937?). И, наконец, в 1937 г. значится ещё одно поставление при участии еп. Климента: с еп. Феодором (Роговым) и ещё кем-то из „андреевцев“ — еп. Спиридона Еманжелинского. Таким образом было положено начало „климентовской“ иерархии Катакомбной Церкви. В 1938 г. еп. Климент был арестован и расстрелян. Его ставленники продолжили преемство хиротоний». При фабрикации этих данных Сиверс и Крыжановский не знали ни о снятии сана епископом Климентом, ни о его смерти в 1933 году. Священник Павел Бочков предположил, что «чувствуя близкий себе дух авантюризма, Амвросий (Сиверс) и избрал фигуру бывшего епископа для создания одной из своих мифологем — иерархии „климентовцев“». Историк Виктор Боченков называет «данные о том, что после разрыва с Московской архиепископией еп. Климент создал особую ветвь катакомбного единоверия… <…> далёким отголоском дела о „Всероссийском союзе старообрядческих братств“».
По утверждениям Крыжановского и Сиверса, несмотря на репрессии, массовые аресты и казни деятелей «климентовской» иерархии, они всё-таки тайно оправляли богослужения и даже собирали некие «Архиерейские соборы». Утверждалось также, что в 1960—1970-х среди «климентовцев» произошёл раскол и появились ещё 2 независящие друг от друга юрисдикции, со своими епископами и общинами, которые продолжая катакомбное существование. Их ставленником и объявил себя в 1990-е годы Амвросий (Сиверс). Благодаря довольно частому тиражированию, все эти вымыслы распространились на многочисленных интернет-ресурсах, попав и в справочные энциклопедические издания.